# 加藤さゆり
加藤 さゆり（かとう さゆり）は、日本の団体職員、地方公務員。全国地域婦人団体連絡協議会事務局長や、消費者庁参事官、女性初の長野県副知事等を経て、証券取引等監視委員会委員。本名は、高田 さゆり。

## 人物・経歴
群馬県出身。群馬県立前橋東高等学校を経て、1982年東洋大学文学部卒業。大学卒業後、全国地域婦人団体連絡協議会事務局入局。東京都消費者月間実行委員会事務局長等を経て、2004年全国地域婦人団体連絡協議会事務局長。2009年消費者庁参事官。2011年から長野県初の女性副知事を務め、2014年の御嶽山噴火への対応などにあたった。この間2007年から13年まで内閣府男女共同参画会議議員も務めた。2015年国民生活センター理事。2019年引頭麻実委員の後任として証券取引等監視委員会委員着任。2022年再任。